# Ancylis percnobathra
Ancylis percnobathra is een vlinder uit de familie van de bladrollers (Tortricidae). De wetenschappelijke naam van de soort is voor het eerst geldig gepubliceerd in 1933 door Edward Meyrick.